# Zingiber cochleariforme
Zingiber cochleariforme är en enhjärtbladig växtart som beskrevs av Ding Fang. Zingiber cochleariforme ingår i släktet Zingiber och familjen Zingiberaceae. Inga underarter finns listade i Catalogue of Life.